# جامعة كييف السلافية
جامعة كييف السلافية مؤسسة تعليم عالي أوكرانية، (بالأوكرانية: Київський славістичний університет) هي جامعة تقع في كييف عاصمة أوكرانيا. أُسِّسَت في سنة 1993